# Auru pagasts
Auru pagasts er en territorial enhed i Dobeles novads i Letland. Pagasten havde 3.388 indbyggere i 2010 og omfatter et areal på 111,09 kvadratkilometer. Hovedbyen i pagasten er Auri.